# Abington, Massachusetts

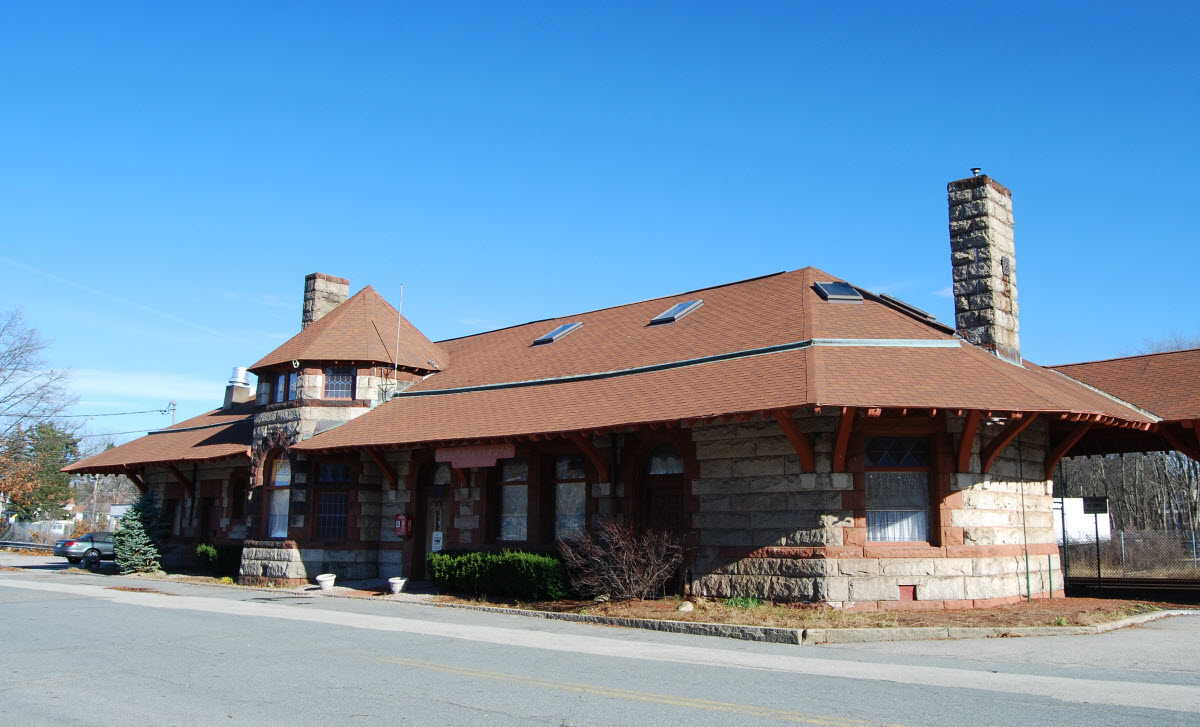
Gammal stationsbyggnad i Abington.

Abington är en stad i Plymouth County i delstaten Massachusetts i USA. Den ligger 32 km sydöst om Boston. Vid folkräkningen 2010 fanns det 15 985 invånare i staden.